# Adaptacja kulturowa
Adaptacja kulturowa (ang. cultural adaptation) – proces ewolucyjny, poprzez który jednostka modyfikuje swoje osobiste nawyki i zwyczaje, aby dopasować się do danej kultury. Może również odnosić się do stopniowych zmian w kulturze i społeczeństwie, które występują, gdy ludzie z różnych środowisk dzielą swoje praktyki i światopogląd. Adaptacja odnosi się do miejsca zamieszkania, zmian i ewolucji. Kultura obejmuje obszary języka, historii, ubioru, jedzenia, świąt, tradycji, religii, muzyki i innych form sztuki. Adaptując się kulturowo możemy zmienić nasz sposób życia w subtelny lub bardziej drastyczny sposób. Adaptacja kulturowa może wzbogacić kulturę poprzez dodanie do jego tradycji i praktyk z zewnętrznych źródeł. Niektórzy puryści kulturalni i separatyści obawiają się, że adaptacja kulturowa prowadzi do utraty tożsamości kulturowej. Separatyści kulturalne i puryści muszą uświadomić sobie, że wszystkie kultury zostały poddane adaptacji i są w ciągłej transformacji.

## Fazy procesu adaptacji kulturowej[1]
Kalervo Oberg wymienia cztery fazy procesu adaptacji kulturowej:
- Miesiąc miodowy – w etapie tym zauważalna jest fascynacja nową kulturą. Jednostka jest wtedy zazwyczaj grzeczna i uprzejma dla napotykanych „obcych”, w których niemal wszystko zachwyca jednostkę. Jeżeli wyjazd jest na tyle krótki, że kończy się na tym etapie, doświadczane są wyłącznie miłe strony podróżowania, wraca się do domu z pozytywnym obrazem kraju goszczącego oraz jego mieszkańców i tak też jednostka się o nich wypowiada.
- Szok kulturowy – na tym etapie jednostka zaczyna borykać się z prawdziwymi warunkami życia na obczyźnie, co powoduje bardzo silne reakcje stresowe. W wyniku tego mogą pojawić się wrogie i agresywne zachowania w stosunku do kraju goszczącego. Bardzo duży wpływ na tę sytuację ma bariera językowa. Za złe samopoczucie i frustracje jednostka przechodząca ten etap obwiniaj zazwyczaj swoich gospodarzy, których postrzegają stereotypowo szukając wsparcia w rodakach i znajomych spoza kultury jawiącej się w tym momencie jako „wroga”. W tym etapie głównie widać różnice pomiędzy własną kulturą a nową kulturą oraz konflikty, które z powodu tych różnic powstają. Konflikt może zaistnieć w stosunku do innych ludzi bądź wewnętrznie – w zakresie swoich własnych wartości, zwyczajów i preferencji, gdy zostają skontrastowane z normami i oczekiwaniami z tymi z nowej kultury.
- Ożywienie – ten etap wiąże się z poprawą ogólnego stanu osoby goszczącej. Znajomość języka jest coraz lepsza, powraca też utracona na poprzednim etapie wiara w siebie i możliwość poradzenia sobie nawet w najtrudniejszych sytuacjach bez wsparcia ze strony innych. Wciąż pojawiają się pewne trudności, jednostka jednak radzi sobie z nimi, czuje się silniejsza, powraca jej dobry nastrój, poprawia się też jej opinia o gospodarzach.
- Dopasowanie – ma ono miejsce wówczas, gdy jednostka zaczyna akceptować obyczaje kraju goszczącego, jego wartości, normy, obyczaje i odbierać je po prostu jako inny sposób życia, co nie znaczy, że gorszy. Znikają irracjonalne lęki, jednostka staje się pewną siebie, efektywnie działającą osobą. Jeśli na tym etapie zdecyduje się powrócić do ojczyzny, może nawet tęsknić za krajem, który opuściła.

Zdaniem autora powyższej typologii niewątpliwie pomocna w zneutralizowaniu działania szoku kulturowego może być znajomość języka do którego autor przywiązuje wyjątkowe znaczenie jako do podstawowego systemu komunikacji. Biegłość w posługiwaniu się nim sprawia, że czujemy się bardziej pewni siebie, a otoczenie wydaje się być bardziej zrozumiałym. Bardzo istotne jego zdaniem są też kontakty towarzyskie oraz przyjaźnie. Rodacy, którzy wcześniej mieli podobne do naszych problemy mogą udzielić nam wielu cennych rad, które mogą pomóc nam powrócić do stanu równowagi. Jeżeli nie ma wokół nas „starych znajomych” warto też otworzyć się na nowe znajomości, ponieważ „wyleczenie” może przyjść tylko dzięki zmianie nastawienia i zaprzestania stosowania mechanizmów obronnych.

## Strategie adaptacyjno-integracyjne[2]
Konkretne strategie adaptacyjno-integracyjne, jeśli przyjmiemy kryterium aktywności, celu i sposobu działania można sprowadzić do następujących:
- Strategia asymilacyjna (pasywna) – głęboka zmiana systemu wartości doprowadzająca do przyjęcia nowej kultury i wtopienia się w społeczeństwo przyjmujące (utrata tożsamości pierwotnej). Przekształcanie kodu kulturowego, w zależności funkcjonalnej od warunków zewnętrznych, co skutkuje poczuciem przynależności do nowej kultury i bycia jej pełnoprawnym członkiem oraz adekwatnego do tego sposobu traktowania jej przez grupy kultury wchłaniającej.
- Strategia akomodatywna (aktywna) – sposób radzenia sobie jednostki ze środowiskiem polegający na strukturalizowaniu środowiska według właściwości, cech jednostki. Jednostka przekształca pierwotnie zbudowany schemat (kod powstały w procesie asymilacji do kultury pierwotnej) według następczego działania zewnętrznych okoliczności. Postrzeganie ich zmusza jednostkę do dokonywania zmian w pierwotnie ukształtowanych schematach (dostosowywanie do percypowanych zmiennych sytuacji zewnętrznych).
- Strategia autoteliczna – adaptację traktuje się tu jako cel sam w sobie, zaś efektem jej jest integracja ze społecznością przyjmującą. Wartością stają się kontakty międzyludzkie (wymiana) oraz akceptacja ze strony otoczenia.
- Strategia instrumentalno-zadaniowa – adaptacja stanowi środek służący do realizacji nadrzędnego zadania (celu), jakim może być np. uzyskanie statusu uchodźcy, otrzymanie pomocy materialnej, czy umożliwienie dalszej migracji.
- Strategia unikania sprzeczności, godzenia – występująca w funkcji obrony tożsamości spójnej, pozytywnej, przyjmująca charakter tożsamości sytuacyjnej możliwej wówczas, gdy jednostka zna kody znaczeniowe obu kultur, które stosuje wybiórczo, adekwatnie do sytuacji.
- Strategia poszerzania kodu kulturowego – polegająca na indywidualnym i subiektywnym przypisywaniu określonej kulturze rzeczy uznawanych subiektywnie za dobre, przenoszonych z innej kultury.
- Strategia syntezy – polegająca na apelowaniu do wartości nadrzędnych łączących obie kultury. Ma to charakter wyboru pozytywnych wątków pochodzących z obu kultur i walki z negatywnymi ich przejawami, stanowiąc podstawę wykreowania pozytywnej i silnej, bo zracjonalizowanej tożsamości, mającej swe źródła w obu kulturach.
- Strategia separacji – polegająca na odrzuceniu nowej, obcej kultury, przyjmująca charakter całkowitej hermeneutyczności, nieprzemakalności kultury własnej, co skutkuje izolowaniem się i tworzeniem zamkniętych enklaw „obcych”. Potwierdza słuszność ich naznaczenia w społeczności przyjmującej.